# 웨인 브리지
웨인 마이클 브리지(Wayne Michael Bridge, 1980년 8월 5일 ~ )는 잉글랜드의 은퇴한 축구 선수이다. 포지션은 수비수로써 주로 왼쪽 풀백의 위치에서 활약했다. 전 소속팀 첼시 시절에는 같은 포지션의 애슐리 콜에게 밀려 주로 후보 선수로 뛰었지만 맨체스터 시티로 팀을 옮기고 나서는 주전 자리를 확보하였다. 하지만 잉글랜드 국가대표팀에서는 여전히 애슐리 콜보다는 출전 기회가 적었다.
2010년 FIFA 월드컵에서 잉글랜드 대표팀으로 승선이 유력하였지만, 2010년 1월 30일 같은 잉글랜드 국가대표이자 첼시에서 함께 뛰기도 했던 존 테리와 애인인 바네사 페론첼과 불륜 관계에 있다는 것을 알게 되었다. 그로 인하여 잉글랜드 국가대표팀에서 은퇴하였으며 2010년 2월 27일에 열린 첼시와의 프리미어리그 경기에서 악수를 하려는 존 테리의 악수를 거부하였다. 그리고 맨체스터 시티에서도 주전을 확보하는데 실패하며 임대 생활을 전전하다가 2013년 자유 계약으로 레딩 FC과 1년 단기 계약 하였다.
2013-14 시즌을 레딩에서 뛰고 33살의 나이에 은퇴하였다.

## 사진

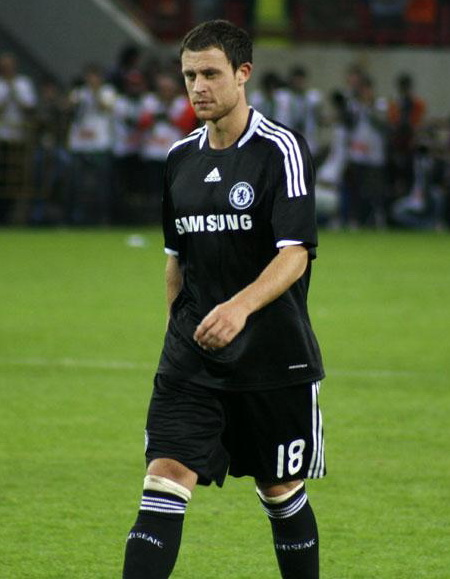
웨인 브리지가 첼시 소속으로 뛰던 시절의 모습 (2008년 촬영)
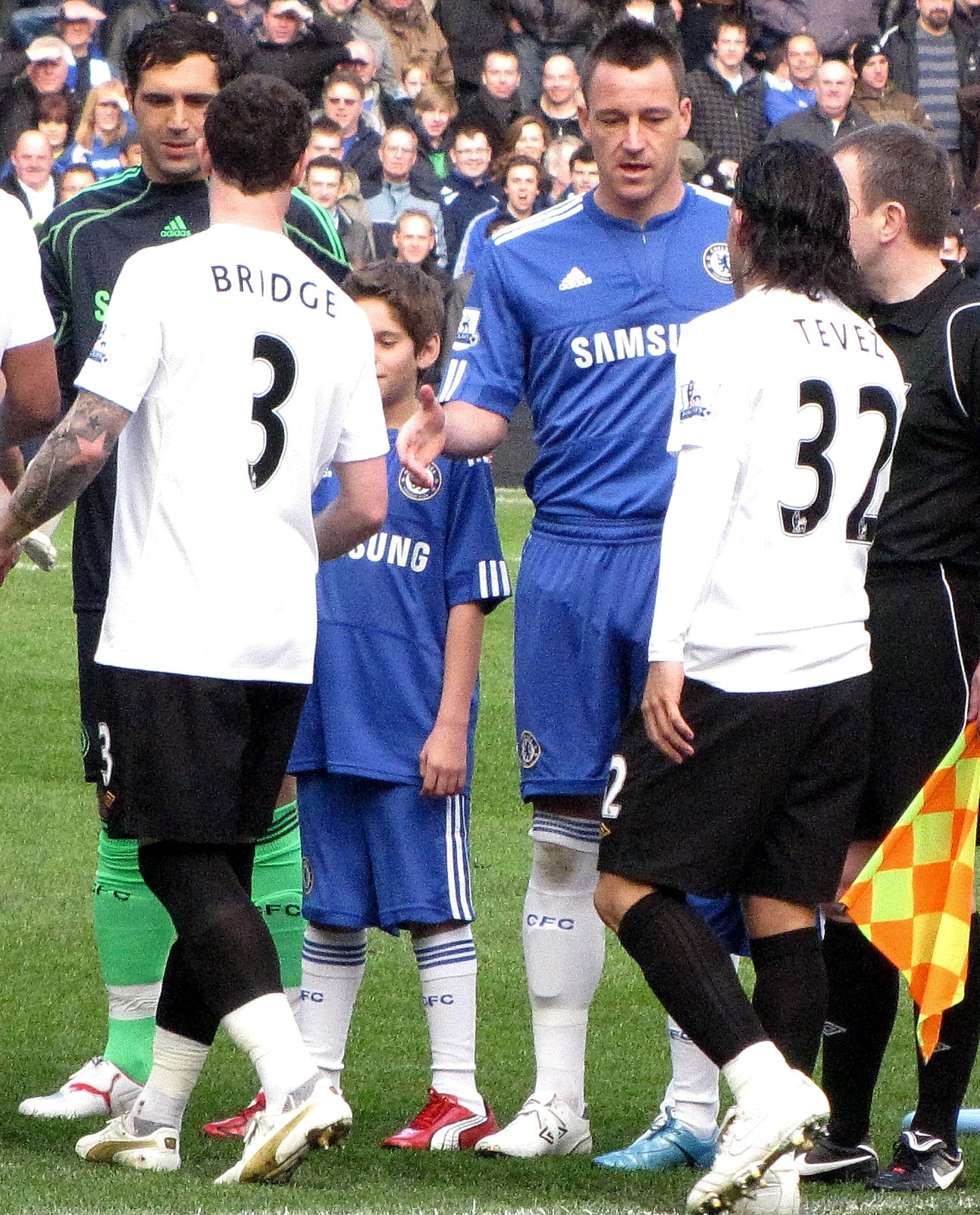
2010년 2월 27일에 열린 맨체스터 시티와 첼시의 경기에서 존 테리와의 악수를 거부하는 웨인 브리지